# Idom-Råsted Sogn
Idom-Råsted Sogn er et sogn i Holstebro Provsti (Viborg Stift). Sognet blev oprettet 1. januar 2020 ved sammenlægning af Idom Sogn og Råsted Sogn.
Begge sogne havde hørt til Ulfborg Herred i Ringkøbing Amt, og begge sognekommuner blev ved kommunalreformen i 1970 indlemmet i Holstebro Kommune.
I Idom-Råsted Sogn ligger Idom Kirke og Råsted Kirke